# Ischiopsopha arthuri
Ischiopsopha arthuri är en skalbaggsart som beskrevs av Audureau 2000. Ischiopsopha arthuri ingår i släktet Ischiopsopha och familjen Cetoniidae. Inga underarter finns listade i Catalogue of Life.